# Peptidilglicin monooksigenaza
Peptidilglicin monooksigenaza (EC 1.14.17.3, peptidilglicinska 2-hidroksilaza, peptidil alfa-amidirajući enzim, peptid-alfa-amidna sintetaza, sintaza, peptid alfa-amid, peptidni alfa-amidirajući enzim, peptidna alfa-amidna sintaza, peptidilglicinska alfa-hidroksilaza, peptidilglicinska alfa-amidirajuća monooksigenaza, PAM-A, PAM-B, PAM) je enzim sa sistematskim imenom peptidilglicin,askorbat:kiseonik oksidoreduktaza (2-hidroksilacija). Ovaj enzim katalizuje sledeću hemijsku reakciju
peptidilglicin + askorbat + O2 {\displaystyle \rightleftharpoons } peptidil(2-hidroksiglicin) + dehidroaskorbat + 2O
Ovaj enzim sadrži bakar. Peptidilglicini sa neutralnim aminokiselinskim ostatkom u pretposlednjoj poziciji su najbolji supstrati.

## Literatura
- Nicholas C. Price; Lewis Stevens (1999). Fundamentals of Enzymology: The Cell and Molecular Biology of Catalytic Proteins (Third изд.). USA: Oxford University Press. ISBN 019850229X.
- Eric J. Toone (2006). Advances in Enzymology and Related Areas of Molecular Biology, Protein Evolution (Volume 75 изд.). Wiley-Interscience. ISBN 0471205036.
- Branden C; Tooze J. Introduction to Protein Structure. New York, NY: Garland Publishing. ISBN 0-8153-2305-0.
- Irwin H. Segel. Enzyme Kinetics: Behavior and Analysis of Rapid Equilibrium and Steady-State Enzyme Systems (Book 44 изд.). Wiley Classics Library. ISBN 0471303097.

## Spoljašnje veze
- Peptidylglycine+monooxygenase на 